# Jean Anastasi
Jean Anastasi (* 16. Dezember 1935 in Marseille; † 20. Dezember 2020 ebenda) war ein französischer Radrennfahrer.

## Sportliche Laufbahn
1955 erhielt er seinen ersten Vertrag als Profi im Radsportteam Mercier-BP-Hutchinson. Er gewann er zwei Etappen der Tunesien-Rundfahrt und die Tour de Haute-Savoie, 1956 den Grand Prix Monaco. In der Saison 1959 gewann er Etappen in der Tour du Sud-Est und im Etappenrennen 4 Jours de Dunkerque sowie den Grand Prix d’Aix-en-Provence. 1960 war er in der Tour de Var erfolgreich, wobei er eine Etappe gewann. 1961 gewann er eine Etappe im Rennen Paris–Nizza. Zum Auftakt der Saison 1962 siegte er im Grand Prix d’Aix-en-Provence vor René Abadie. Er wurde 1964 Zweiter hinter Arie den Hertog in der Tour de l'Herault.
Sein letzter größerer Erfolg war der Sieg im Boucles de la Seine 1964 (vor Louis Rostollan), der traditionell kurz vor dem Start zur Tour de France gefahren wurde. Anastasi war 1959, 1960 und 1964 am Start der Tour de France, schied aber in allen drei Rennen aus. Von 1955 bis 1966 war er Berufsfahrer. Er war in seinen acht Jahren bei Mercier einer der Domestiken von Louison Bobet und Raymond Poulidor.

## Grand-Tour-Platzierungen
| Grand Tour            | 1959 | 1960 | 1961 | 1962 | 1963 | 1964 |
| --------------------- | ---- | ---- | ---- | ---- | ---- | ---- |
| Vuelta a EspañaVuelta | –    | DNF  | –    | –    | –    | –    |
| Giro d’ItaliaGiro     | –    | –    | –    | –    | –    | –    |
| Tour de FranceTour    | DNF  | DNF  | –    | –    |      | DNF  |